# 西部長頜魚
西部長頜魚（学名：Mormyrus lacerda），為輻鰭魚綱骨舌魚目象鼻魚科的其中一種，分布於非洲安哥拉、那米比亞、辛巴威、尚比亞的淡水流域，體長可達50公分，喜棲息在深水池、靜水區或植物生長的潟湖，屬肉食性，以甲殼類、魚類等為食，可作為食用魚。

## 外部連結
- 西部長頜魚的圖片 （页面存档备份，存于）